# 現代 (時代区分)
時代区分の現代（）、現代史（げんだいし、英語: contemporary history、ドイツ語: Zeitgeschichte）とは、世界の歴史における時代区分で、現在進行している時代、歴史のことである。平たく言えば「現在の時代」ではない。通例では、対象とする分野における体制や状態が、現在と同じ形に変化した時点以後の時代を指す。時系列の「先史、古代、中世、近世、近代、現代」という時代区分の最後である。

## 国際社会

### 冷戦時代

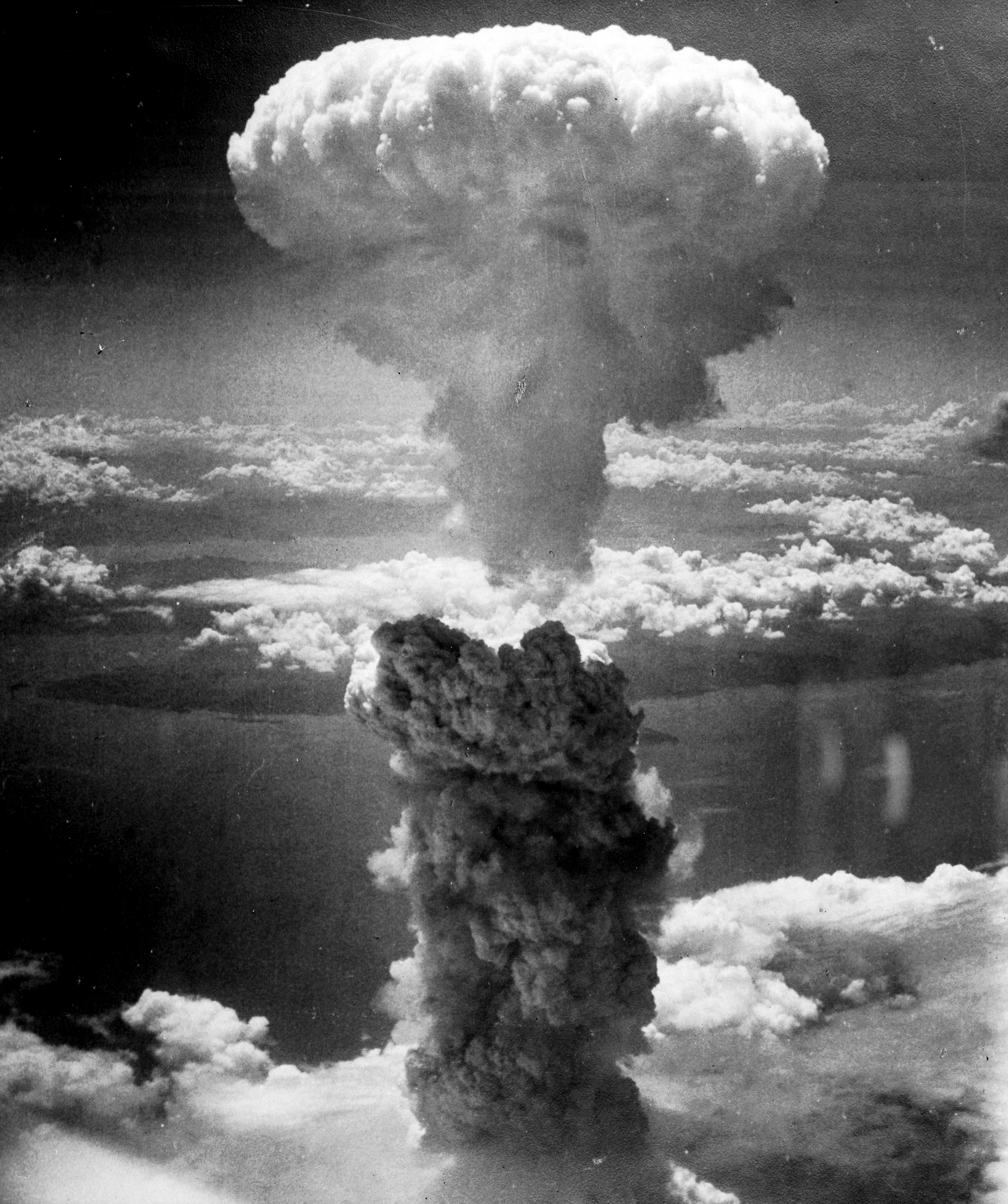
長崎原爆のキノコ雲（1945年8月9日）

1945年8月、植民地体制と世界大戦に象徴される多極体制は終わり、脱植民地化およびアメリカ合衆国とソビエト連邦と言う二つの超大国による冷戦（両極体制）に突入した。冷戦下では、世界は東側諸国・西側諸国・第三世界の三つに大分された。第三世界は東西陣営による勢力争いの舞台にもなり、朝鮮戦争、ベトナム戦争のような代理戦争やキューバ危機が引き起こされた。一方、1945年10月に国際平和を目的とする国際連合が設立され、各所の緊張緩和に貢献した。
しかしながら、1970年代以降、米・ソの経済力の差は広がる一方であった。そして、1989年11月10日のベルリンの壁崩壊、1991年12月26日のソビエト連邦の崩壊により冷戦は終結した。

### 冷戦後

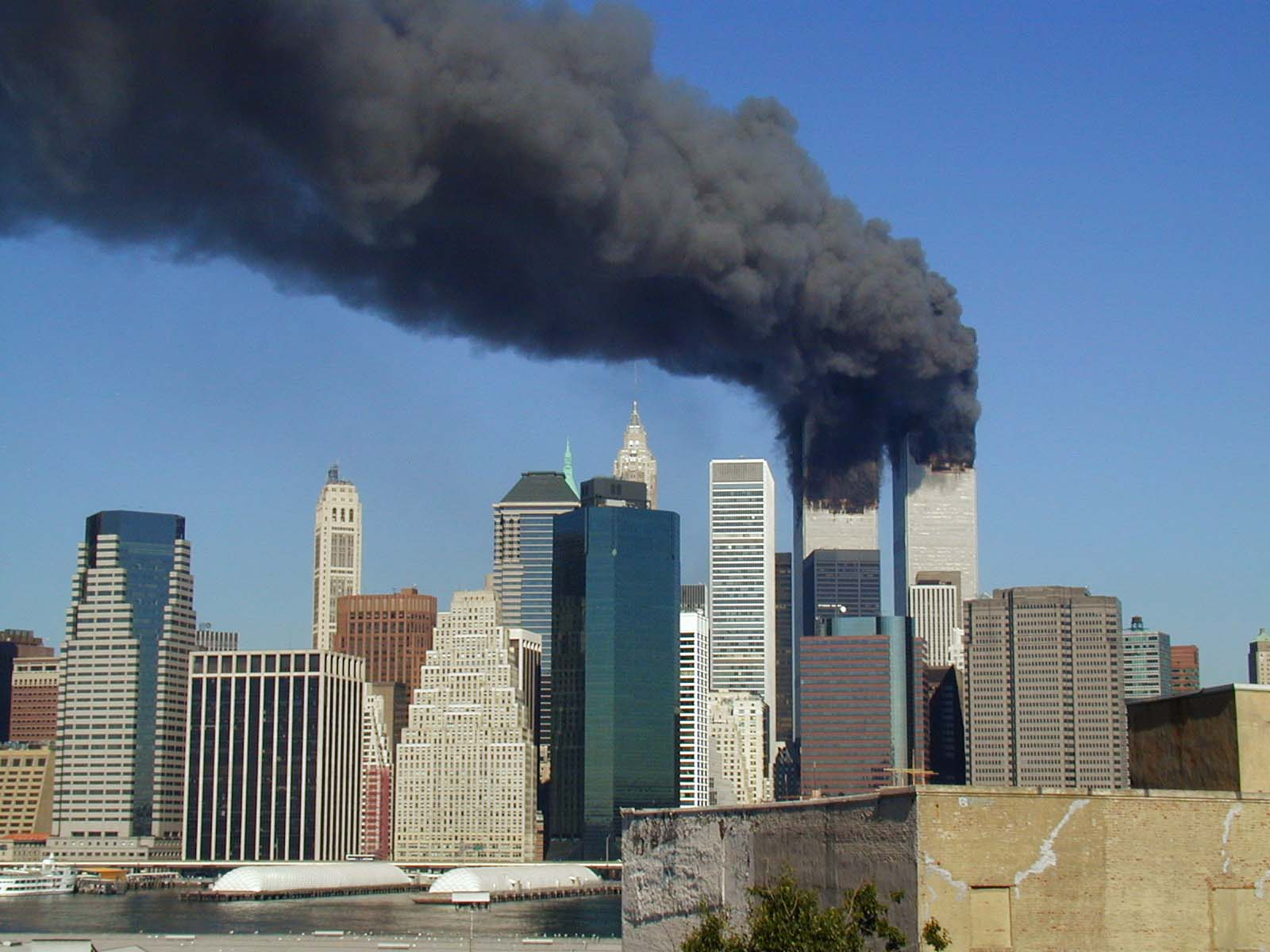
アメリカ同時多発テロ事件で炎上するWTC（2001年9月11日）

ソビエト連邦が消滅すると、アメリカ合衆国による一極体制・新自由主義的なグローバリズムの時代が始まった。米国は「世界の警察官」として冷戦後も対外介入を続けたが、1993年のソマリア内戦で米軍に大きな被害が出たことで、国益にならないPKOに対し消極的になった。しかし、この米軍の消極姿勢および追従する国々がルワンダ虐殺を許したという批判は大きい。一方、欧州のコソボ紛争では安全保障理事会の承認なしでNATO軍が空爆を行った。また、エネルギー資源の所在する中東に特に干渉し、パレスチナ問題に対する数多の拒否権行使や、1990年の湾岸戦争では武力行使容認決議を経て多国籍軍でイラクを攻撃した。しかし、冷戦下で対ソ連のため、後のテロ組織・アルカーイダの母体となる組織に資金提供をしたことや、湾岸戦争後も中東に駐留し続けたことなどが積み重なり、2001年9月11日のアメリカ同時多発テロ事件へと繋がった。以後、米国は「テロとの戦い」と銘打ち、対テロ戦争に包括されるアフガニスタン侵攻やイラク戦争に突入した。
中国やベトナムなどの共産党国家は国家資本主義による経済成長を達成し、ヨーロッパ諸国は欧州連合（EU、1993年11月1日設立）や通貨ユーロ（1999年1月1日施行）による緩やかな地域統合を打ち出した。日本も戦後急速な経済成長を遂げ、1995年にはGDP（ドル建）が米国の7割強になったが、バブル崩壊後は停滞している。

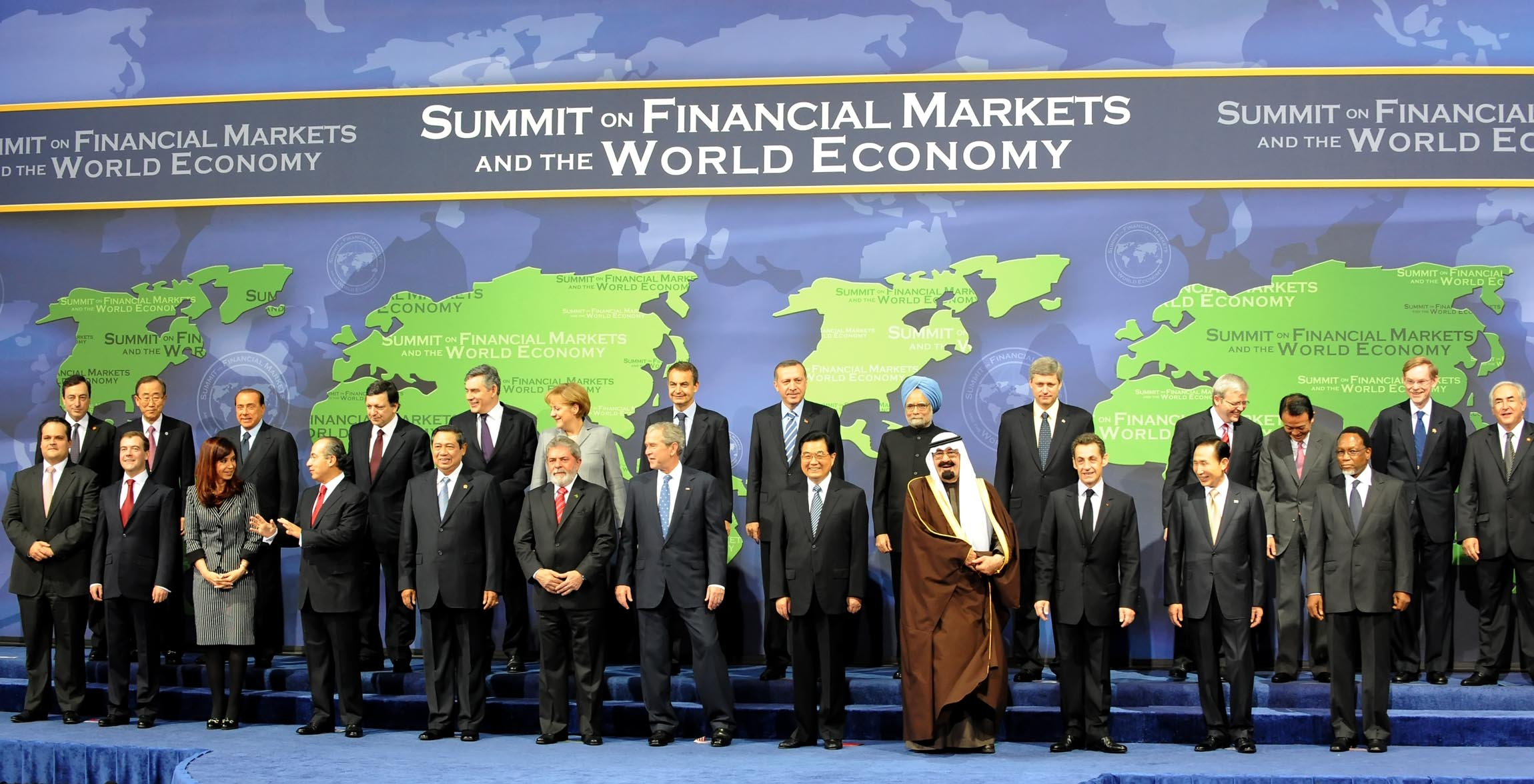
第1回G20首脳会談（2008年11月15日）

2007年から2008年までアメリカ発の世界金融危機、とりわけ2008年9月15日にはリーマン・ショックが発生し、世界経済はグレート・リセッションに陥った。この頃には中国やロシアなどのBRICS諸国も経済成長を遂げていたため、同年11月14日にG7より多様な第1回20か国・地域首脳会合が開催され、多極体制を印象付けた。特に、中国は21世紀になってから「世界の工場」として急発展を遂げ、2010年にはGDPで日本を抜いて世界2位となった。
2008年の米国大統領選挙で、「変革」を掲げるバラク・オバマが当選。オバマは、虚偽の理由で始めたイラク戦争を「間違った戦争」と批判し、2011年末に駐在米軍をイラクから撤収させた。2013年には「米国は世界の警察官ではない」と述べた。しかし、2010年から始まったアラブの春では、NATO諸国とともにリビアやシリアの反政府勢力を支援した。特に、シリア内戦では欧米やロシア、アラブ諸国など外国勢力の思惑が交差したことで難化し、1960年以降で最多の難民や新たなテロ組織ISILを生み出す事態となった。また、アラブの春全体でも、アラブの冬といわれる混乱に入った。
そして、2016年アメリカ合衆国大統領選挙では、排外的で「アメリカ第一主義（アメリカ・ファースト）」を掲げるドナルド・トランプが勝利し、新自由主義的なグローバリズムへの嫌悪が明らかになっている。トランプは、貿易赤字への問題視から多国間貿易協定であるTPPから離脱、地球温暖化懐疑論からパリ協定を離脱、最高裁判事指名権による人工妊娠中絶禁止（判決は退任後）などを行った。さらに、台頭する中国に対して貿易戦争や先端技術輸出規制を始め、米中二極体制の様相を呈している。
2019年より、新型コロナウイルス（COVID-19）の世界的大流行が発生。過去にない潜伏性の高さから、人類の活動を利用して急速に感染を拡大したこの感染症は、2020年3月11日にパンデミックと認定された。2020年末までに世界全体で感染者数7000万人以上、死者数160万人以上になる健康リスクだけでなく、世界各国で入国制限やロックダウン（都市封鎖・移動制限）が実施された影響で、大幅な需要減とサプライチェーンの混乱は実体経済に深刻なダメージを与えた（世界全体のGDP成長率-3.3%）。
このような時代の中で、冷戦時代には考えられなかったツールや事件が、今日の世界に小さからぬ影響を与えている。2000年前後のインターネットの世界的普及は情報社会を開いた。誰もが発信者になれる情報技術は社会を動かし、アラブの春にも影響を与えた。一方、COVID-19やアメリカ合衆国大統領選挙などでは偽情報が分断を生む問題も起こしている。また、環境問題意識が高まった。特に、地球温暖化は地球全体の問題として大きな注目を集め、1992年には国連で気候変動枠組条約が採択された。1997年には温室効果ガスの排出削減目標を定めた京都議定書が議決され、ロシアの批准により2005年に発効した。ただし、米国やカナダは拒否し、中国などの発展途上国は適用外だった。

## 各地域

### アジア

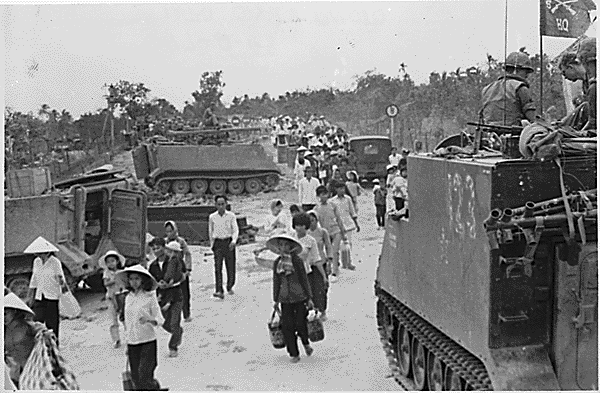
ベトナム戦争のテト攻勢

アジア史では、概ね1945年の日本帝国の降伏を境にして、「近代」と「現代」に分けられている。
日本を初めとするアジア各国では、1945年の第二次世界大戦の終結により、欧米日の植民地支配から独立した国家が多数成立し、1945年までの既存国家も政体が変わって新国家に生まれ変わった。これらの国家は、第二次世界大戦末期のヤルタ会談に始まる冷戦体制の下で独立・成立した国家が多い。これらの中には、朝鮮半島やベトナムのように分断される国家も現れた。ただし、ベトナムのように分断を解消して統一を実現した国家では、統一後の時代（ベトナム史では、1976年のベトナム社会主義共和国の成立以後）が「現代」になる。
冷戦が終わり、ソビエト連邦が崩壊すると、中央アジアでは次々と独立国家が成立した。しかし、冷戦が終わり、ソビエト連邦が崩壊した後も、日本と韓国のアメリカ軍駐留、朝鮮半島の未統一、北朝鮮核問題、中国の共産党一党独裁、中国と台湾の対立の未解消に象徴される通り、北東アジアには冷戦の残滓が残されたままである。地域統合論の観点としては、東南アジアでは冷戦時代から東南アジア諸国連合が既に存在しているが、北東アジアまで巻き込んで「東アジア共同体」となるような地域連合には至っていない。

### ヨーロッパ

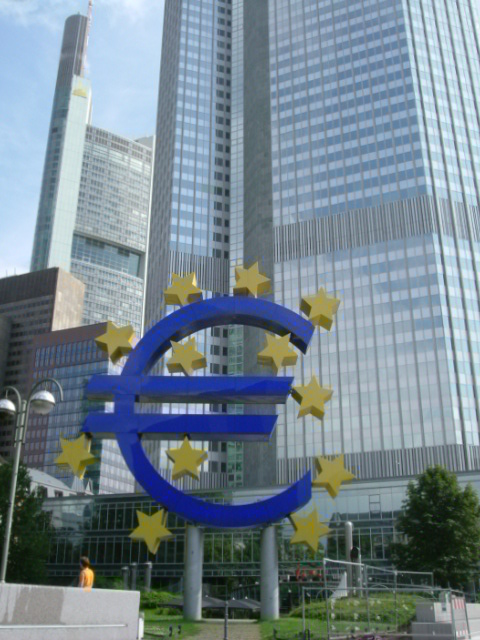
欧州経済統合の象徴、欧州中央銀行

ヨーロッパ史では、東欧革命を境にして「近代」と「現代」を分ける見方が増えている。
ヨーロッパの国家は2度の世界大戦を経験したが、2度にわたる世界大戦は植民地主義の段階的な崩壊を意味した。第二次世界大戦の戦勝国（連合国）であっても、アメリカ合衆国をのぞき打撃は大きかった。帝政日本の降伏により第二次世界大戦が終わった後、アジアの植民地では独立戦争が始まり、やや遅れてアフリカの植民地も次々と独立、1960年代までにヨーロッパ諸国は植民地の多くを失った。2度の世界大戦は植民地主義が極限に達して始まったが、第二次世界大戦が終わっても凝りは残った（例：2度の世界大戦を巡る独仏関係）。冷戦という米ソ二極体制も、欧米の第二次世界大戦の最高権力者が作ったシステムである。
ところが、東欧民主化革命・ベルリンの壁崩壊・冷戦終結・ソビエト連邦崩壊という一連の大変動は、欧米の第二次世界大戦の最高権力者が作ったシステムの崩壊を意味した。そして、冷戦終結後のヨーロッパは、欧州連合に象徴されるように、東欧民主化革命やソビエト連邦崩壊によって成立した国家も巻き込んで、「ヨーロッパは一つ」の動きを強めている。そして、現在の「ヨーロッパは一つ」の動きは、冷戦の44年間を通して西ヨーロッパ諸国が作った「正の遺産」でもあり、旧ソ連諸国（バルト三国）をも含めたヨーロッパの統合が急速に進んだ。
一方で、1970年頃から興った近代を批判的に捉え直すポストモダン（postmodern）という運動も、「近代」の枠組みの中に入っているのではないかという議論もある。
フランスの歴史学界隈ではフランス革命の1789年を境としてこちら側を現代と見なしている。

## 軍事史

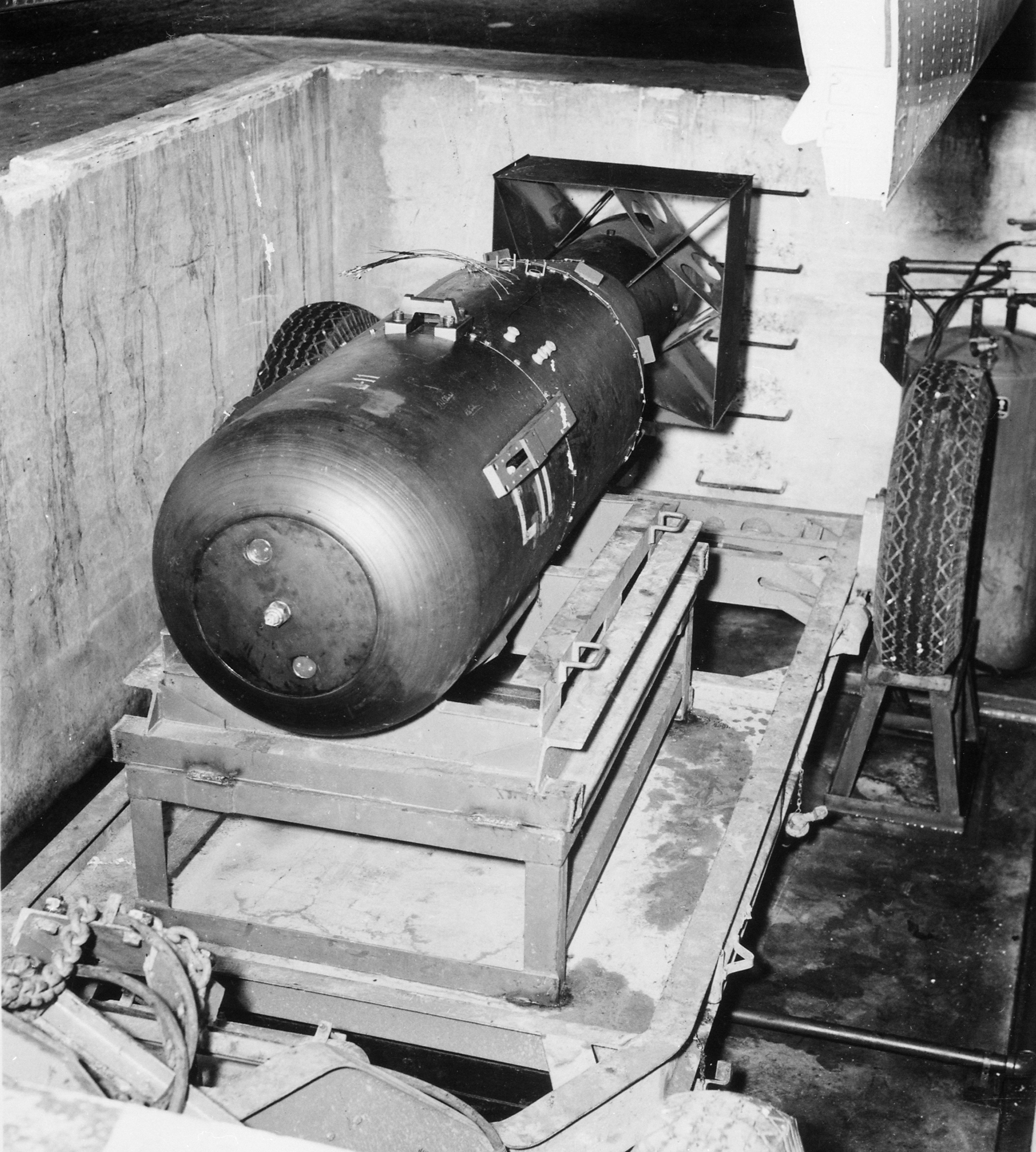
広島原爆（リトルボーイ）

軍事史では、大量破壊兵器と無差別大量虐殺を特徴とする戦争の時代が、「現代」と見なされている。この場合、第二次世界大戦以後が「現代」と見なされている。
普仏戦争や日露戦争や第一次世界大戦など、第二次世界大戦前の「近代」の戦争は、戦車や戦艦などの最新鋭の兵器が使用されたが、殺傷する／殺傷される対象は戦闘員（＝軍人）に限定されていた。
ところが、第二次世界大戦では、殺傷する／殺傷される対象は非戦闘員にまで拡大され、非戦闘員を狙った無差別爆撃や、大量破壊兵器の一種である核兵器の使用も実施された。そして、第二次世界大戦以後は、核兵器のような大量破壊兵器が「戦争抑止力」や「開戦の口実」として国際社会を動かしている。
関連書籍
- 『岩波小事典 現代の戦争』前田哲男著

## 文化史

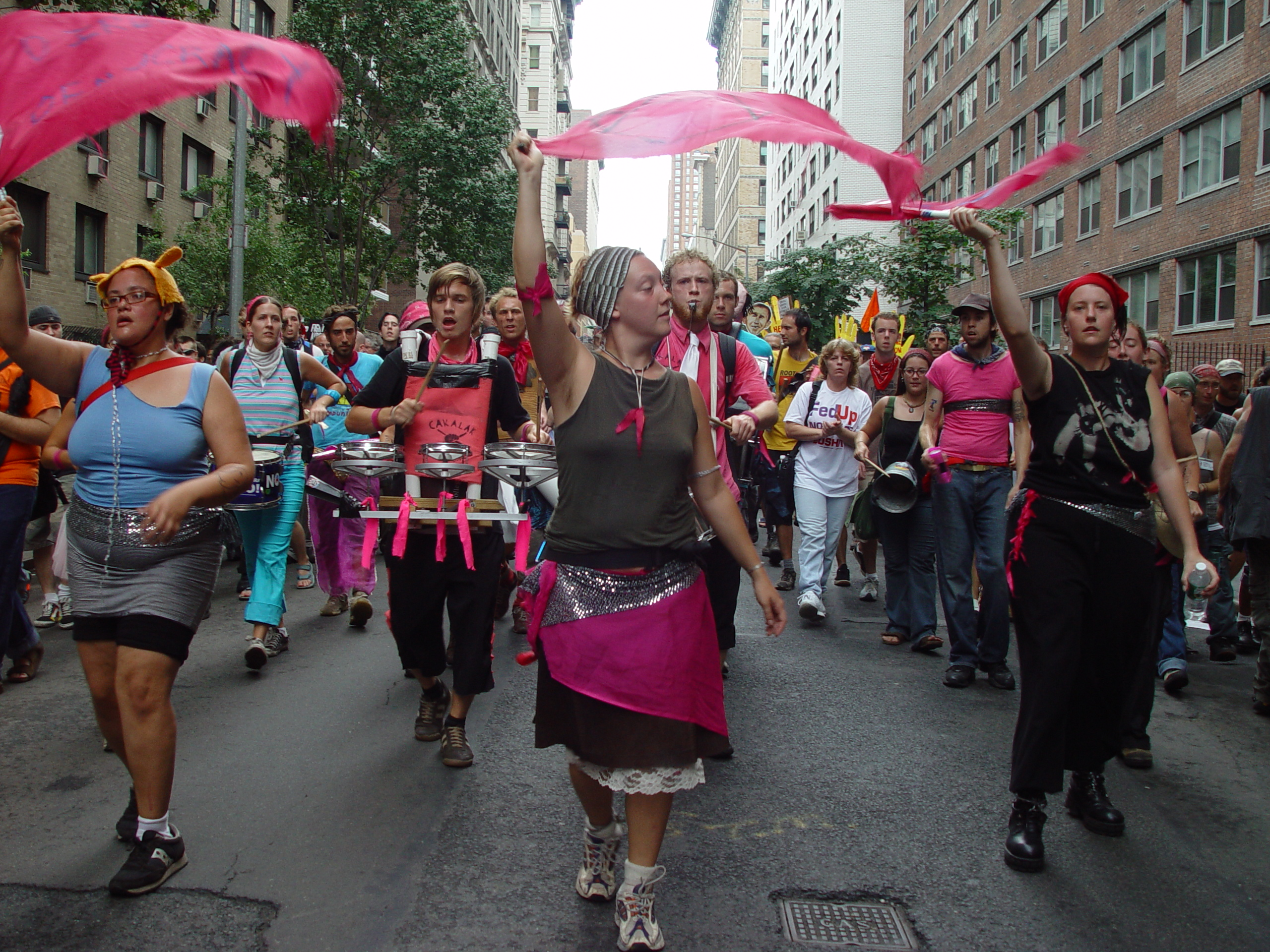
ヒッピー

美術や建築やファッションなど文化の歴史では、購買者たる大衆が文化の担い手になっている時代が、「現代」と見なされている。この場合、第二次世界大戦終結後が「現代」と見なされている。
「近世」と「近代」の文化は、大商人が作った都市文化と、農村など地方庶民が作った地方文化の2つに分かれる傾向が大きかった。強力な統一政府や連邦政府の下で、交通網が整備され、商人は力を増して都市文化を形成し、その担い手になっていた。一方で、農村など地方には、大商人が作った都市文化には瞬時に浸透せず、幾らか時間を経てから都市文化が浸透したり、地方で独自の文化が形成されるかのいずれかの傾向を持っていた。
ところが、1945年に第二次世界大戦が終わり、冷戦が始まると、テレビやラジオなど情報が瞬時で遠隔地に伝わるメディアが普及し、多国籍企業の成長による商取引のグローバリゼーションが加速したことで、「都市と地方に二極化した文化」の時代から、「同時多発的な大衆文化」の時代に文化は変わった。
なお、日本における文化史では1960年代の高度経済成長期以後が「現代」と見なされる。